# The Formation of Damnation
The Formation of Damnation es el noveno álbum de estudio del grupo estadounidense de thrash metal Testament, publicado el 29 de abril de 2008. Es el primer álbum de Testament en publicar material nuevo desde 1999 con The Gathering, aunque la banda regrabó algunas canciones de su primer disco en 2001 con First Strike Still Deadly. También es el primer lanzamiento de Testament con el guitarrista original Alex Skolnick desde The Ritual de 1992, y el bajista Greg Christian desde Low de 1994.

## Lista de canciones
1. "For the Glory Of..." (Chuck Billy) - 1:13
2. "More Than Meets the Eye" (Chuck Billy / Eric Peterson)- 4:33
3. "The Evil Has Landed" (Chuck Billy / Eric Peterson)- 4:44
4. "The Formation of Damnation" (Chuck Billy / Eric Peterson)- 5:10
5. "Dangers of the Faithless" (Chuck Billy / Eric Peterson/ Alex Skolnick)- 5:48
6. "The Persecuted Won't Forget" (Chuck Billy / Eric Peterson)- 5:49
7. "Henchmen Ride" (Chuck Billy / Eric Peterson)- 4:01
8. "Killing Season" (Chuck Billy / Eric Peterson)- 4:53
9. "Afterlife" (Chuck Billy / Eric Peterson)- 4:14
10. "F.E.A.R." (Alex Skolnick)- 4:47
11. "Leave Me Forever" (Chuck Billy / Eric Peterson/ Greg Christian)- 4:28

## Créditos

### Músicos
- Chuck Billy: Vocales
- Alex Skolnick: Guitarra principal
- Eric Peterson: Guitarra rítmica/principal
- Greg Christian: Bajo
- Paul Bostaph: Batería

### Producción
- Andy Sneap: Mezclas, producción
- Eric Peterson: Coproducción, concepto artístico
- Chuck Billy: Coproducción
- Eliran Kantor: Ilustraciones
- Vincent Wojno: Producción

## Posición en las listas musicales
| Lista (2008)         | Mejor posición |
| -------------------- | -------------- |
| The Billboard 200    | 59             |
| Finnish Albums Chart | 12             |
| German Albums Chart  | 15             |